# Großer Preis von Belgien 1974
Der Große Preis von Belgien 1974 (offiziell XXXII Grote Prijs van Belgie) fand am 12. Mai auf dem Complexe Européen de Nivelles-Baulers in Nivelles statt und war das fünfte Rennen der Automobil-Weltmeisterschaft 1974.

## Berichte

### Hintergrund
Zum zweiten Mal nach 1972 wurde der Belgische Grand Prix in Nivelles ausgetragen.
Unterschiede im Vergleich zur Teilnehmerliste des vorangegangenen Großen Preises von Spanien ergaben sich durch das Fehlen von Chris Amon, der sich dazu entschlossen hatte, seine Eigenkonstruktion vor dem nächsten Einsatz zu überarbeiten, sowie durch die Besetzung des zweiten Cockpits des Teams Frank Williams Racing Cars mit Gijs van Lennep anstelle von Tom Belsø.
Zudem debütierten mehrere Fahrer an diesem Wochenende in der Formel 1. Dies waren Tom Pryce im ebenfalls neuen Team Token Racing, Gérard Larrousse in einem privat eingesetzten Brabham BT42, Leo Kinnunen am Steuer eines Surtees-Kundenfahrzeugs sowie Teddy Pilette, der Bernie Ecclestone mit umfangreichen Sponsorengeldern davon überzeugen konnte, ihm für dieses Rennen einen dritten Werks-Brabham zur Verfügung zu stellen. Nachdem Vern Schuppan bereits zwei Jahre als Ersatzfahrer bei B.R.M. unter Vertrag gestanden und dort vergeblich auf einen Grand-Prix-Einsatz gewartet hatte, unterschrieb er beim Team Ensign als neuer Werksfahrer und wurde somit der fünfte Debütant des Wochenendes.
Somit ergab sich die umfangreichste Meldeliste seit mehreren Jahren mit 32 Teilnehmern. Da 31 Fahrer für das Rennen zugelassen werden konnten, musste lediglich einer der angereisten Piloten um seine Teilnahme fürchten.

### Training
Mit einer um mehr als einer Sekunde schnelleren Trainingsbestzeit als der Zweitplatzierte Jody Scheckter im neuen Tyrrell erzielte Ferrari-Pilot Clay Regazzoni überlegen die Pole-Position. Die Zeitunterschiede der Verfolger waren deutlich enger. Niki Lauda im zweiten Ferrari 312B3 teilte sich die zweite Startreihe mit Emerson Fittipaldi im McLaren M23.
Es folgte Ronnie Peterson im Lotus 76 vor Arturo Merzario, der mit dem eigentlich als unterlegen geltenden Iso-Marlboro erneut eine überzeugende Trainingsleistung zeigte.
Lokalmatador Jacky Ickx hatte mit dem nach wie vor problembehafteten Lotus 76 zu kämpfen und erreichte dadurch nur den 16. Startplatz. Ebenfalls enttäuschend verlief das Training für Carlos Reutemann, der sich im Werks-Brabham nur für den 24. Platz qualifizierte.
Kinnunen scheiterte an der Qualifikationshürde und musste sein GP-Debüt somit verschieben.

### Rennen
Regazzoni ging von der Pole-Position vor Scheckter und Fittipaldi in Führung. Zwischen den letztgenannten kam es noch während der ersten Runde zu einem Positionswechsel. Es folgte Ronnie Peterson vor Niki Lauda, James Hunt, Carlos Pace, Jean-Pierre Beltoise und Arturo Merzario.
Lauda gelangte im Laufe der dritten Runde sowohl an Peterson als auch an Scheckter vorbei auf den dritten Rang. Danach blieb die Reihenfolge der Bestplatzierten für mehrere Umläufe konstant, bis sie auf die ersten Nachzügler aufliefen, die es zu überrunden galt. Im Zuge dessen verlor Lauda soviel Zeit, dass sich Scheckter die dritte Position zurückerobern konnte, die er sieben Runden später wieder an den Österreicher verlor.
Peterson musste wegen eines Bremsdefektes die Box aufsuchen. Regazzoni hatte an der Spitze nun ebenfalls ein Problem mit einem zu überrundenden Kontrahenten, der ihn zu einem Ausweichmanöver auf die Wiese zwang. Dadurch konnte Fittipaldi die Führung übernehmen. Lauda gelangte ebenfalls an Regazzoni vorbei auf den zweiten Rang.
Durch die Ausfälle von James Hunt und Patrick Depailler gelangten Jean-Pierre Beltoise und Denis Hulme in die Punkteränge. Sie wurden zwar beide zwischenzeitlich von Mike Hailwood überholt, dieser fiel jedoch kurz vor dem Ende des Rennens wegen Kraftstoffmangels auf den siebten Rang zurück. Ebenfalls aufgrund von Benzinknappheit verlor Regazzoni im letzten Umlauf eine zuvor ungefährdete Podiumsplatzierung.
Durch ein Missgeschick hätte Emerson Fittipaldi den Sieg beinahe auf den letzten Metern noch an Niki Lauda verloren. Der Brasilianer verwechselte die Vorstartlinie mit der Ziellinie und nahm zu früh Gas weg. Beim Kreuzen der eigentlichen Ziellinie hatte Fittipaldi nur zufällig noch ein paar Meter Vorsprung vor dem herannahenden Österreicher.

## Meldeliste
| Team                            | Nr. | Fahrer               | Chassis           | Motor                    | Reifen |
| ------------------------------- | --- | -------------------- | ----------------- | ------------------------ | ------ |
| John Player Team Lotus          | 01  | Ronnie Peterson      | Lotus 76          | Ford Cosworth DFV 3.0 V8 | G      |
| John Player Team Lotus          | 02  | Jacky Ickx           | Lotus 76          | Ford Cosworth DFV 3.0 V8 | G      |
| Elf Team Tyrrell                | 03  | Jody Scheckter       | Tyrrell 007       | Ford Cosworth DFV 3.0 V8 | G      |
| Elf Team Tyrrell                | 04  | Patrick Depailler    | Tyrrell 007       | Ford Cosworth DFV 3.0 V8 | G      |
| Marlboro Team Texaco            | 05  | Emerson Fittipaldi   | McLaren M23       | Ford Cosworth DFV 3.0 V8 | G      |
| Marlboro Team Texaco            | 06  | Denis Hulme          | McLaren M23       | Ford Cosworth DFV 3.0 V8 | G      |
| Yardley Team McLaren            | 33  | Mike Hailwood        | McLaren M23       | Ford Cosworth DFV 3.0 V8 | G      |
| Motor Racing Developments       | 07  | Carlos Reutemann     | Brabham BT44      | Ford Cosworth DFV 3.0 V8 | G      |
| Motor Racing Developments       | 08  | Rikky von Opel       | Brabham BT44      | Ford Cosworth DFV 3.0 V8 | G      |
| Motor Racing Developments       | 34  | Teddy Pilette        | Brabham BT42      | Ford Cosworth DFV 3.0 V8 | G      |
| March Engineering               | 09  | Hans-Joachim Stuck   | March 741         | Ford Cosworth DFV 3.0 V8 | G      |
| March Engineering               | 10  | Vittorio Brambilla   | March 741         | Ford Cosworth DFV 3.0 V8 | G      |
| Scuderia Ferrari SpA SEFAC      | 11  | Clay Regazzoni       | Ferrari 312B3     | Ferrari 001/11 3.0 F12   | G      |
| Scuderia Ferrari SpA SEFAC      | 12  | Niki Lauda           | Ferrari 312B3     | Ferrari 001/11 3.0 F12   | G      |
| Team Motul B.R.M.               | 14  | Jean-Pierre Beltoise | BRM P201          | BRM P200 3.0 V12         | F      |
| Team Motul B.R.M.               | 15  | Henri Pescarolo      | BRM P160E         | BRM P142 3.0 V12         | F      |
| Team Motul B.R.M.               | 37  | François Migault     | BRM P160E         | BRM P142 3.0 V12         | F      |
| UOP Shadow Racing Team          | 16  | Brian Redman         | Shadow DN3        | Ford Cosworth DFV 3.0 V8 | G      |
| UOP Shadow Racing Team          | 17  | Jean-Pierre Jarier   | Shadow DN3        | Ford Cosworth DFV 3.0 V8 | G      |
| Bang & Olufsen Team Surtees     | 18  | Carlos Pace          | Surtees TS16      | Ford Cosworth DFV 3.0 V8 | F      |
| Bang & Olufsen Team Surtees     | 19  | Jochen Mass          | Surtees TS16      | Ford Cosworth DFV 3.0 V8 | F      |
| Frank Williams Racing Cars      | 20  | Arturo Merzario      | Iso-Marlboro FW03 | Ford Cosworth DFV 3.0 V8 | F      |
| Frank Williams Racing Cars      | 21  | Gijs van Lennep      | Iso-Marlboro FW02 | Ford Cosworth DFV 3.0 V8 | F      |
| Team Ensign                     | 22  | Vern Schuppan        | Ensign N174       | Ford Cosworth DFV 3.0 V8 | F      |
| Hesketh Racing                  | 24  | James Hunt           | Hesketh 308       | Ford Cosworth DFV 3.0 V8 | F      |
| Embassy Racing with Graham Hill | 26  | Graham Hill          | Lola T370         | Ford Cosworth DFV 3.0 V8 | F      |
| Embassy Racing with Graham Hill | 27  | Guy Edwards          | Lola T370         | Ford Cosworth DFV 3.0 V8 | F      |
| John Goldie Racing with Hexagon | 28  | John Watson          | Brabham BT42      | Ford Cosworth DFV 3.0 V8 | F      |
| Trojan Tauranac Racing          | 41  | Tim Schenken         | Trojan T103       | Ford Cosworth DFV 3.0 V8 | F      |
| Token Racing                    | 30  | Tom Pryce            | Token RJ02        | Ford Cosworth DFV 3.0 V8 | F      |
| Scuderia Finotto                | 43  | Gérard Larrousse     | Brabham BT42      | Ford Cosworth DFV 3.0 V8 | F      |
| AAW Racing Team                 | 44  | Leo Kinnunen         | Surtees TS16      | Ford Cosworth DFV 3.0 V8 | F      |

## Klassifikationen

### Startaufstellung
| Pos. | Fahrer               | Konstrukteur | Zeit    | Ø-Geschwindigkeit | Start |
| ---- | -------------------- | ------------ | ------- | ----------------- | ----- |
| 01   | Clay Regazzoni       | Ferrari      | 1:09,82 | 192,014 km/h      | 01    |
| 02   | Jody Scheckter       | Tyrrell-Ford | 1:10,86 | 189,196 km/h      | 02    |
| 03   | Niki Lauda           | Ferrari      | 1:11,04 | 188,716 km/h      | 03    |
| 04   | Emerson Fittipaldi   | McLaren-Ford | 1:11,07 | 188,637 km/h      | 04    |
| 05   | Ronnie Peterson      | Lotus-Ford   | 1:11,21 | 188,266 km/h      | 05    |
| 06   | Arturo Merzario      | Iso-Ford     | 1:11,29 | 188,054 km/h      | 06    |
| 07   | Jean-Pierre Beltoise | B.R.M.       | 1:11,39 | 187,791 km/h      | 07    |
| 08   | Carlos Pace          | Surtees-Ford | 1:11,46 | 187,607 km/h      | 08    |
| 09   | James Hunt           | Hesketh-Ford | 1:11,53 | 187,423 km/h      | 09    |
| 10   | Hans-Joachim Stuck   | March-Ford   | 1:11,57 | 187,319 km/h      | 10    |
| 11   | Patrick Depailler    | Tyrrell-Ford | 1:11,60 | 187,240 km/h      | 11    |
| 12   | Denis Hulme          | McLaren-Ford | 1:11,61 | 187,214 km/h      | 12    |
| 13   | Mike Hailwood        | McLaren-Ford | 1:11,98 | 186,252 km/h      | 13    |
| 14   | Vern Schuppan        | Ensign-Ford  | 1:12,02 | 186,148 km/h      | 14    |
| 15   | Henri Pescarolo      | B.R.M.       | 1:12,33 | 185,350 km/h      | 15    |
| 16   | Jacky Ickx           | Lotus-Ford   | 1:12,42 | 185,120 km/h      | 16    |
| 17   | Jean-Pierre Jarier   | Shadow-Ford  | 1:12,53 | 184,839 km/h      | 17    |
| 18   | Brian Redman         | Shadow-Ford  | 1:12,73 | 184,331 km/h      | 18    |
| 19   | John Watson          | Brabham-Ford | 1:12,76 | 184,255 km/h      | 19    |
| 20   | Tom Pryce            | Token-Ford   | 1:12,85 | 184,027 km/h      | 20    |
| 21   | Guy Edwards          | Lola-Ford    | 1:13,33 | 182,823 km/h      | 21    |
| 22   | Rikky von Opel       | Brabham-Ford | 1:13,34 | 182,798 km/h      | 22    |
| 23   | Tim Schenken         | Trojan-Ford  | 1:13,36 | 182,748 km/h      | 22    |
| 24   | Carlos Reutemann     | Brabham-Ford | 1:13,47 | 182,474 km/h      | 24    |
| 25   | François Migault     | B.R.M.       | 1:13,49 | 182,425 km/h      | 25    |
| 26   | Jochen Mass          | Surtees-Ford | 1:13,81 | 181,634 km/h      | 26    |
| 27   | Teddy Pilette        | Brabham-Ford | 1:14,05 | 181,045 km/h      | 27    |
| 28   | Gérard Larrousse     | Brabham-Ford | 1:14,22 | 180,631 km/h      | 28    |
| 29   | Graham Hill          | Lola-Ford    | 1:14,30 | 180,436 km/h      | 29    |
| 30   | Gijs van Lennep      | Iso-Ford     | 1:15,60 | 177,333 km/h      | 30    |
| 31   | Vittorio Brambilla   | March-Ford   | 1:23,81 | 159,962 km/h      | 31    |
| DNQ  | Leo Kinnunen         | Surtees-Ford | 1:28,77 | 151,024 km/h      | –     |

### Rennen
| Pos. | Fahrer               | Konstrukteur | Runden | Stopps | Zeit       | Start | Schnellste Runde |
| ---- | -------------------- | ------------ | ------ | ------ | ---------- | ----- | ---------------- |
| 01   | Emerson Fittipaldi   | McLaren-Ford | 85     | 0      | 1:44:20,57 | 04    |                  |
| 02   | Niki Lauda           | Ferrari      | 85     | 0      | + 0,35     | 03    |                  |
| 03   | Jody Scheckter       | Tyrrell-Ford | 85     | 0      | + 45,61    | 02    |                  |
| 04   | Clay Regazzoni       | Ferrari      | 85     | 0      | + 52,02    | 01    |                  |
| 05   | Jean-Pierre Beltoise | B.R.M.       | 85     | 0      | + 1:08,05  | 07    |                  |
| 06   | Denis Hulme          | McLaren-Ford | 85     | 0      | + 1:10,54  | 12    | 1:11,31 (37.)    |
| 07   | Mike Hailwood        | McLaren-Ford | 84     | 0      | + 1 Runde  | 13    |                  |
| 08   | Graham Hill          | Lola-Ford    | 83     | 0      | + 2 Runden | 29    |                  |
| 09   | Vittorio Brambilla   | March-Ford   | 83     | 0      | + 2 Runden | 31    |                  |
| 10   | Tim Schenken         | Trojan-Ford  | 83     | 0      | + 2 Runden | 23    |                  |
| 11   | John Watson          | Brabham-Ford | 83     | 0      | + 2 Runden | 19    |                  |
| 12   | Guy Edwards          | Lola-Ford    | 82     | 0      | + 3 Runden | 21    |                  |
| 13   | Jean-Pierre Jarier   | Shadow-Ford  | 82     | 0      | + 3 Runden | 17    |                  |
| 14   | Gijs van Lennep      | Iso-Ford     | 82     | 0      | + 3 Runden | 30    |                  |
| 15   | Vern Schuppan        | Ensign-Ford  | 82     | 0      | + 3 Runden | 14    |                  |
| 16   | François Migault     | B.R.M.       | 82     | 0      | + 3 Runden | 25    |                  |
| 17   | Teddy Pilette        | Brabham-Ford | 81     | 0      | + 4 Runden | 27    |                  |
| 18   | Brian Redman         | Shadow-Ford  | 80     | 0      | DNF        | 18    |                  |
| –    | Jacky Ickx           | Lotus-Ford   | 72     | 0      | DNF        | 16    |                  |
| –    | Tom Pryce            | Token-Ford   | 66     | 0      | DNF        | 20    |                  |
| –    | Carlos Reutemann     | Brabham-Ford | 62     | 0      | DNF        | 24    |                  |
| –    | Ronnie Peterson      | Lotus-Ford   | 56     | 1      | DNF        | 05    |                  |
| –    | Patrick Depailler    | Tyrrell-Ford | 53     | 0      | DNF        | 11    |                  |
| –    | Jochen Mass          | Surtees-Ford | 53     | 0      | DNF        | 26    |                  |
| –    | Gérard Larrousse     | Brabham-Ford | 53     | 0      | DNF        | 28    |                  |
| –    | Carlos Pace          | Surtees-Ford | 50     | 0      | DNF        | 08    |                  |
| –    | Rikky von Opel       | Brabham-Ford | 49     | 0      | DNF        | 22    |                  |
| –    | James Hunt           | Hesketh-Ford | 45     | 0      | DNF        | 09    |                  |
| –    | Arturo Merzario      | Iso-Ford     | 29     | 0      | DNF        | 06    |                  |
| –    | Henri Pescarolo      | B.R.M.       | 12     | 0      | DNF        | 15    |                  |
| –    | Hans-Joachim Stuck   | March-Ford   | 6      | 0      | DNF        | 10    |                  |

## WM-Stände nach dem Rennen
Die ersten sechs des Rennens bekamen 9, 6, 4, 3, 2 bzw. 1 Punkt(e). In der Konstrukteurswertung zählten nur die Punkte des bestplatzierten Fahrers eines Teams. Es zählten nur die besten sieben Ergebnisse aus den ersten acht Rennen und die besten sechs aus den letzten sieben Rennen.

### Fahrerwertung
| Pos. | Fahrer               | Konstrukteur              | Punkte |
| ---- | -------------------- | ------------------------- | ------ |
| 01   | Emerson Fittipaldi   | McLaren-Ford              | 22     |
| 02   | Niki Lauda           | Ferrari                   | 21     |
| 03   | Clay Regazzoni       | Ferrari                   | 19     |
| 04   | Denis Hulme          | McLaren-Ford              | 11     |
| 05   | Jean-Pierre Beltoise | B.R.M.                    | 10     |
| 06   | Carlos Reutemann     | Brabham-Ford              | 9      |
| 07   | Mike Hailwood        | McLaren-Ford              | 9      |
| 08   | Jody Scheckter       | Tyrrell-Ford              | 6      |
| 09   | Hans-Joachim Stuck   | March-Ford                | 5      |
| 10   | Jacky Ickx           | Lotus-Ford                | 4      |
| 11   | Patrick Depailler    | Tyrrell-Ford              | 4      |
| 12   | Carlos Pace          | Surtees-Ford              | 3      |
| 13   | Ronnie Peterson      | Lotus-Ford                | 1      |
| 14   | Arturo Merzario      | Iso-Ford                  | 1      |
| 15   | Brian Redman         | Shadow-Ford               | 0      |
| 16   | Howden Ganley        | March-Ford                | 0      |
| 17   | Henri Pescarolo      | B.R.M.                    | 0      |
| 18   | James Hunt           | March-Ford / Hesketh-Ford | 0      |
| 19   | Vittorio Brambilla   | March-Ford                | 0      |
| 20   | Graham Hill          | Lola-Ford                 | 0      |

| Pos. | Fahrer             | Konstrukteur | Punkte |
| ---- | ------------------ | ------------ | ------ |
| 21   | Guy Edwards        | Lola-Ford    | 0      |
| 22   | John Watson        | Brabham-Ford | 0      |
| 23   | Jean-Pierre Jarier | Shadow-Ford  | 0      |
| 24   | Tim Schenken       | Trojan-Ford  | 0      |
| 25   | Ian Scheckter      | Lotus-Ford   | 0      |
| 26   | Eddie Keizan       | Tyrrell-Ford | 0      |
| 27   | Richard Robarts    | Brabham-Ford | 0      |
| 28   | Gijs van Lennep    | Iso-Ford     | 0      |
| 29   | François Migault   | B.R.M.       | 0      |
| 30   | Vern Schuppan      | Ensign-Ford  | 0      |
| 31   | Jochen Mass        | Surtees-Ford | 0      |
| 32   | Teddy Pilette      | Brabham-Ford | 0      |
| 33   | Dave Charlton      | McLaren-Ford | 0      |
| –    | Peter Revson †     | Shadow-Ford  | 0      |
| –    | Paddy Driver       | Lotus-Ford   | 0      |
| –    | Tom Belsø          | Iso-Ford     | 0      |
| –    | Rikky von Opel     | Brabham-Ford | 0      |
| –    | Chris Amon         | Amon-Ford    | 0      |
| –    | Tom Pryce          | Token-Ford   | 0      |
| –    | Gérard Larrousse   | Brabham-Ford | 0      |

### Konstrukteurswertung
| Pos. | Konstrukteur | Punkte |
| ---- | ------------ | ------ |
| 01   | McLaren-Ford | 35     |
| 02   | Ferrari      | 27     |
| 03   | Tyrrell-Ford | 10     |
| 04   | B.R.M.       | 10     |
| 05   | Brabham-Ford | 9      |
| 06   | March-Ford   | 5      |
| 07   | Lotus-Ford   | 4      |
| 08   | Surtees-Ford | 3      |

| Pos. | Konstrukteur | Punkte |
| ---- | ------------ | ------ |
| 09   | Iso-Ford     | 1      |
| 10   | Shadow-Ford  | 0      |
| 11   | Lola-Ford    | 0      |
| 12   | Hesketh-Ford | 0      |
| 13   | Trojan-Ford  | 0      |
| 14   | Ensign-Ford  | 0      |
| –    | Amon-Ford    | 0      |
| –    | Token-Ford   | 0      |